# Cerambyx welensii
Cerambyx welensii — вид жуків родини Вусачі (Cerambycidae).

## Поширення
Палеарктичний жук, що поширений у Південно-Східній Європі. Зустрічається в Іспанії , Португалії , Франції , Італії , Сицилії , Мальті , Словенії , Угорщини , Словаччини , Хорватії , Боснії та Герцоговині та Туреччині.

## Спосіб життя
Личинки Cerambyx welensii живуть у деревині деяких видів дубів. Можуть завдавати великих ушкоджень дереву.